# Francisco José Barnés de Castro
Francisco José Barnés de Castro (* 11. September 1946 in Mexiko-Stadt) ist ein mexikanischer Chemieingenieur und ehemaliger Rektor der Universidad Nacional Autónoma de México (UNAM).

## Biografie
Barnés studierte an der Fakultät für Chemie der UNAM und schloss seine akademische Ausbildung mit der Graduation zum Master of Science und dem Doktortitel der University of California in Berkeley als Chemieingenieur ab. An der UNAM nahm er verschiedene Funktionen wahr, war unter anderem verantwortlich für die Betreuung der Chemiestudiengänge, war Generalsekretär und Direktor der Fakultät für Chemie, Sekretär im Universitätsrat und Mitglied der Kommission für Akademische Arbeit. Vom 6. Januar 1997 bis zum 12. November 1999 war er Rektor der Universität.
Als Wissenschaftler veröffentlichte er mehrere Fachartikel, ist Mitpatenthalter und Mitglied in mehreren Wissenschaftsräten und -verbänden.